# Olympische Winterspiele 2018/Teilnehmer (Jamaika)
| Gelbes Symbol für Goldmedaillen mit stilisierten Olympischen Ringen | Graues Symbol für Silbermedaillen mit stilisierten Olympischen Ringen | Braundes Symbol für Bronzemedaillen mit stilisierten Olympischen Ringen |
| ------------------------------------------------------------------- | --------------------------------------------------------------------- | ----------------------------------------------------------------------- |
| —                                                                   | —                                                                     | —                                                                       |

Bei den Olympischen Winterspielen 2018 nahm Jamaika mit drei Athleten in zwei Disziplinen teil, davon ein Mann und zwei Frauen. Fahnenträgerin bei der Eröffnungsfeier war Audra Segree.

## Teilnehmer nach Sportarten

### Bob
Eine Trainerin des Teams war die deutsche Olympiasiegerin von 2006 Sandra Kiriasis, die nach eigenen Aussagen auch den Bob besorgt hatte.
| Athleten                                  | Wettbewerb | Lauf 1  | Lauf 1 | Lauf 2  | Lauf 2 | Lauf 3  | Lauf 3 | Lauf 4  | Lauf 4 | Gesamt      | Gesamt |
| Athleten                                  | Wettbewerb | Zeit    | Rang   | Zeit    | Rang   | Zeit    | Rang   | Zeit    | Rang   | Zeit        | Rang   |
| ----------------------------------------- | ---------- | ------- | ------ | ------- | ------ | ------- | ------ | ------- | ------ | ----------- | ------ |
| Frauen                                    |            |         |        |         |        |         |        |         |        |             |        |
| Jazmine Fenlator-Victorian Carrie Russell | Zweierbob  | 51,29 s | 17     | 51,50 s | 19     | 51,83 s | 19     | 51,32 s | 13     | 3:25,94 min | 18     |

### Skeleton
| Athlet         | Lauf 1  | Lauf 1 | Lauf 2  | Lauf 2 | Lauf 3  | Lauf 3 | Lauf 4        | Lauf 4        | Gesamt      | Gesamt |
| Athlet         | Zeit    | Rang   | Zeit    | Rang   | Zeit    | Rang   | Zeit          | Rang          | Zeit        | Rang   |
| -------------- | ------- | ------ | ------- | ------ | ------- | ------ | ------------- | ------------- | ----------- | ------ |
| Männer         |         |        |         |        |         |        |               |               |             |        |
| Anthony Watson | 53,13 s | 29     | 54,04 s | 29     | 53,35 s | 29     | ausgeschieden | ausgeschieden | 2:40,52 min | 29     |